# Hogna immansueta
Hogna immansueta este o specie de păianjeni din genul Hogna, familia Lycosidae. A fost descrisă pentru prima dată de Simon, 1909.
Este endemică în Western Australia. Conform Catalogue of Life specia Hogna immansueta nu are subspecii cunoscute.